# Welyka Buhajicha
Der Welyka Buhajicha (ukrainisch Велика Бугаїха) ist ein Kalksteinrücken (Towtry/Товтри) im Westen der ukrainischen Oblast Chmelnyzkyj.
Der im Osten des Dorfes Holenyschtschewe im Rajon Kamjanez-Podilskyj liegende Berg hat eine Höhe von 400,6 m, anderen Quellen nach 409 m und ist die höchste Erhebung der Oblast Chmelnyzkyj.
Der Welyka Buhajiwka war zwischen 1917 und 1939 die höchste Erhebung der Ukraine, da die Krim damals Teil der Russischen Föderation war und erst als nach der Sowjetischen Besetzung Ostpolens 1939 weitere Gebiete zur Ukrainischen SSR kamen, löste der 2061 m hohe Howerla in den Karpaten den Welyka Buhajiwka als höchsten Berg der Ukraine ab.
Der Berg dominiert die Umgebung des 1986 eingerichteten, 66 Hektar großen Landschaftsschutzgebietes von nationaler Bedeutung Welyka i Mala Buhajichy (ukrainisch: Велика і Мала Бугаїхи, ID 68-252-5009).